# Ральф Марвін Стейнман
Ральф Марвін Стейнман (англ. Ralph Marvin Steinman, 14 січня 1943 — 30 вересня 2011) — американський імунолог та цитолог канадського походження, єврей, лауреат Нобелівської премії з фізіології або медицини за 2011 рік «за відкриття дендритної клітини та її ролі в адаптивному імунітеті» (другу половину премії отримали Брюс Бетлер та Жюль Гоффман «за дослідження активації вродженого імунітету»). Є третім в історії премії лауреатом, нагородженим посмертно.

## Біографія
Ральф Стейнман народився другим з чотирьох дітей у родині Ірвінга Стейнмана (помер 1995) і Нетті Тейкефман (нар. 1917) у Монреалі. Його батьки походили з сімей єврейських іммігрантів з Седи та Острополя. Незабаром сім'я перебралася до Шербруку (провінція Квебек), де його батько відкрив галантерейний магазин «Mozart' s». Навчався в середній школі там же, 1963 року закінчив Університет Макгілла, а 1968 року вступив до Медичної школи Гарвардського університету отримав ступінь доктора медицини. Після проходження інтернатури у Массачусетській лікарні загального профілю 1970 року він влаштувався постдоком у лабораторію фізіології клітини та імунології Рокфеллерівського університету. 1972 року Стейнман отримав посаду старшого викладача, 1976 року — ад'юнкт-професора, а 1988 року — професора. 1998 року Стейнмана було призначено директором Центру з дослідження імунології та іммунопатології імені Крістофера Брауна.
1973 року, працюючи в лабораторії Занвіла Кона, Ральф Стейнман вперше описав дендритні клітини та власне ввів у науковий ужиток сам цей термін.
Ральф Стейнман з 2001 року був членом Національної академії наук США і з 2002 року — членом Інституту Медицини.
30 вересня 2011 року за кілька годин до прийняття нобелівським комітетом рішення про присудження премії Ральф Стейнман помер від раку підшлункової залози у віці 68 років. Незважаючи на принцип прижиттєвого присудження нобелівських премій, Ральфу Стейнману премія була присуджена посмертно «за відкриття дендритних клітин і їх ролі в адаптивному імунітеті».

## Нагороди
- 1998 — Премія імені Вільяма Колі
- 2003 — Міжнародна премія Гайрднера
- 2007 — премія Альберта Ласкера за фундаментальні медичні дослідження
- 2009 — Премія Медичного центру Олбані спільно з Чарльзом Дінарелло та Брюсом Бетлера
- 2011 — Нобелівська премія з фізіології або медицини спільно з Жюлем Хоффманом та Брюсом Бетлера  (посмертно)